# Vanessa Davies
Vanessa Antonieta Davies Baquero (El Tigre, estado Anzoátegui, 1969) es una periodista venezolana.

## Biografía

### Juventud, familia y estudios
Vanessa Davies nació en El Tigre, estado Anzoátegui, en el seno de una familia de orientación izquierdista. Es hija de un galés y de una española nacida en Francia. Es periodista egresada de la Universidad Central de Venezuela en 1995.[cita requerida]

### Vida laboral y política
Ha trabajado en distintos medios de comunicación como Radio Fe y Alegría, Tribuna Popular, diario El Nacional, Unión Radio, contrapunto.com y Punto de Corte, entre otros. Tras el golpe de Estado de 2002 contra Hugo Chávez formó parte de la Comisión de Diálogo.[cita requerida] Fue miembro de la directiva nacional del Partido Socialista Unido de Venezuela en 2008, y en 2009 se apartó de toda militancia partidista. De igual manera, ha sido coordinadora de medios de comunicación venezolanos.[cita requerida]
Fue anfitriona del programa de periodismo de investigación Contragolpe, en el canal televisivo Venezolana de Televisión (VTV), llegando a ser elogiada públicamente por el presidente Hugo Chávez, hasta ser despedida el 10 de marzo de 2014, después de cuestionar al ministro de Energía y Petróleo, Rafael Ramírez, sobre cambios a la política cambiaria del gobierno de Nicolás Maduro durante una entrevista.
Entre 2009 y enero de 2016, Davies trabajó como directora del periódico estatal Correo del Orinoco. Davies ha declarado que se ha «alejado de la beligerancia política», dedicándose exclusivamente al periodismo en el circuito Unión Radio en la emisora 90.3 FM noticias, como reportera en el medio digital contrapunto.com, como ancla en el medio digital Punto de corte y como integrante del medio digital Doble Vía.